# Litoralia acerba
Litoralia acerba is een hooiwagen uit de familie Cosmetidae.